# ژیوتین
| سامانه   | ردیف      | اشکوب    | میلیون سال پیش |
| -------- | --------- | -------- | -------------- |
| کربونیفر | میسیسیپین | تورنیسین | → پیش از آن    |
| دوونین   | بالا      | فامنین   | ۳۵۸٬۹–۳۷۲٬۲    |
| دوونین   | بالا      | فراسنین  | ۳۷۲٬۲–۳۸۲٬۷    |
| دوونین   | میانه     | گیوتین   | ۳۸۲٬۷–۳۸۷٬۷    |
| دوونین   | میانه     | ایفلین   | ۳۸۷٬۷–۳۹۳٬۳    |
| دوونین   | زیرین     | امسین    | ۳۹۳٬۳–۴۰۷٬۶    |
| دوونین   | زیرین     | پراگین   | ۴۰۷٬۶–۴۱۰٬۸    |
| دوونین   | زیرین     | لوخکووین | ۴۱۰٬۸–۴۱۹٬۲    |
| سیلورین  | پریدولی   | پریدولی  | → پس از آن     |

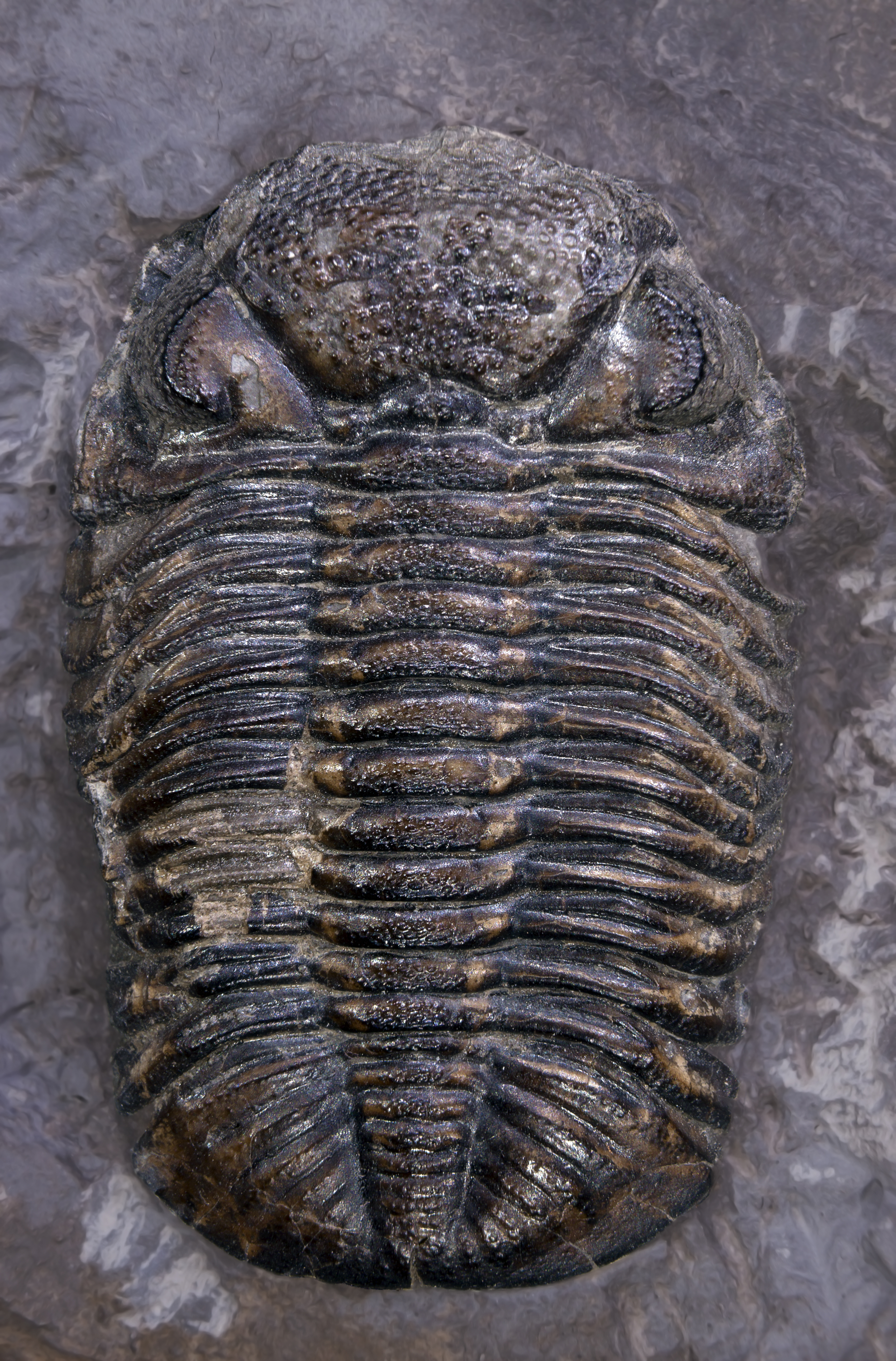
سنگ‌واره‌ای به جا مانده از اشکوب ژیوتین

ژیوتین (انگلیسی: Givetian) یکی از دو اشکوب از دور دوونین میانه است که از ۳۸۷٫۷ تا ۳۸۲٫۷ را در بر می‌گیرد. این اشکوب پس از ایفلین و پیش از فراسنین جای می‌گیرد. نام این اشکوب از شهر ژیوت در فرانسه گرفته شده است.